# Antonio Reeves
Pour les articles homonymes, voir Antonio et Reeves.
Antonio Reeves, né le  20 novembre 2000 à Chicago en Illinois, est un joueur américain de basket-ball évoluant au poste d'arrière. Il mesure 1,95 m.

## Biographie

### Carrière universitaire
Entre 2019 et 2022, il joue pour les Redbirds d'Illinois State à l'université d'État de l'Illinois.
Entre 2022 et 2024, il joue pour les Wildcats du Kentucky à l'université du Kentucky.

### Carrière professionnelle

#### Pelicans de La Nouvelle-Orléans (2024-2025)
Le 27 juin 2024, il est sélectionné à la 47e position de la draft 2024 de la NBA par le Magic d'Orlando.
Le soir-même, il est transféré aux Pelicans de La Nouvelle-Orléans en échange d'un second tour de draft 2030 et un second tour de draft 2031.

#### Hornets de Charlotte (depuis 2025)
Fin juillet 2025, il signe un contrat two-way avec les Hornets de Charlotte.

## Palmarès

### Universitaire
- Third-team All-American – USBWA, SN (2024)
- First-team All-SEC (2024)
- SEC co-Sixth Man of the Year (2023)
- Second-team All-MVC (2022)

## Statistiques

### Universitaires
| Saison    | Équipe         | Matchs | Titul. | Min./m | % Tir | % 3pts | % LF | Rbds/m. | Pass/m. | Int/m. | Ctr/m. | Pts/m. |
| --------- | -------------- | ------ | ------ | ------ | ----- | ------ | ---- | ------- | ------- | ------ | ------ | ------ |
| 2019-2020 | Illinois State | 31     | 3      | 22,4   | 38,4  | 31,4   | 65,9 | 2,45    | 0,71    | 0,65   | 0,06   | 7,16   |
| 2020-2021 | Illinois State | 25     | 24     | 29,9   | 42,5  | 30,6   | 76,3 | 3,28    | 1,44    | 0,36   | 0,24   | 12,44  |
| 2021-2022 | Illinois State | 33     | 33     | 35,0   | 46,8  | 39,0   | 81,8 | 3,55    | 1,82    | 1,09   | 0,45   | 20,06  |
| 2022-2023 | Kentucky       | 34     | 16     | 27,8   | 41,6  | 39,8   | 78,3 | 2,12    | 1,09    | 0,41   | 0,18   | 14,35  |
| 2023-2024 | Kentucky       | 33     | 33     | 31,4   | 51,2  | 44,7   | 86,3 | 4,15    | 1,64    | 0,67   | 0,24   | 20,21  |
| Carrière  | Carrière       | 156    | 109    | 29,4   | 45,2  | 38,4   | 80,1 | 3,10    | 1,34    | 0,65   | 0,24   | 15,06  |